# Бражник карликовий
Бражник карликовий (Sphingonaepiopsis gorgoniades) — вид комах з родини Бражникові (Sphingidae).

## Поширення
південно-східна Європа, Близький Схід (Ліван), Мала Азія, Іран, Афганістан, Кавказ, Нижнє Поволжя, західний Казахстан, Туркменістан (західні райони Копетдагу).
В Україні зустрічається у Криму, Донецькій та Луганській областях.

## Морфологічні ознаки
Найдрібніший представник родини в Україні. Розмах крил 25-35 мм. Переднє крило із складним білувато-сірим малюнком і зубцюватим зовнішнім краєм. Заднє крило сіро-коричневе з більш темним зовнішнім краєм.

## Особливості біології
Протягом року дає дві генерації. Літ імаго відбувається у травні-червні та у липні-серпні. Активний у вечірні та ранкові години. Гусінь живиться на підмареннику (Galium). Заляльковується у ґрунті. Зимують лялечки. Місця перебування — сухі ділянки, добре прогріті сонцем кам'янисті схили.

## Загрози та охорона
Загрозами є скорочення місць перебування виду й погіршення їхнього стану внаслідок господарської діяльності.
Охороняється у Карадазькому (Крим) та Луганському (Луганська обл.) ПЗ у комплексі з іншими видами. Доцільно створити ентомологічні заказники у місцях перебування виду.